# Prince Royce
Geoffrey Royce Rojas, nghệ danh: Prince Royce, là một ca sĩ, nhạc sĩ và nhà sản xuất nhạc người Mỹ. Tháng 3 năm 2010, anh phát hành album phòng thu đầu tay cùng tên, bao gồm hai đĩa đơn thành công về mặt thương mại là "Stand by Me" và "Corazón Sin Cara". Album cũng đạt vị trí số một trên bảng xếp hạng Billboard Latin Albums và Tropical Album Chart.
Năm 2011, Royce nhận được ba giải Billboard Latin Music Awards, trong đó bao gồm Album của năm.
Ngày 10 tháng 4 năm 2012, anh phát hành album phòng thu thứ hai mang tên Phase II.
Tháng 11 năm 2012, anh phát hành một album thứ ba "Soy el Mismo".

## Thời thơ ấu
Năm 19 tuổi, Royce gặp Andrés Hidalgo (sau trở thành người quản lý của anh) và được Hidalgo giới thiệu với Sergio George, người đưa anh đến với công chúng rộng rãi hơn sau này.

## Danh sách album

### Album phòng thu
- Prince Royce (2010)
- Phase II (2012)
- Soy el Mismo (2013)
- Double Vision (2015)
- Five[1] (2017)
- Alter Ego (2020)